# Il tabarro
La Houppelande
Pour l’article ayant un titre homophone, voir Tabarot.
Il tabarro (La Houppelande) est un opéra en un acte de Giacomo Puccini. Le livret est de Giuseppe Adami, d'après une pièce de Didier Gold. C'est le premier volet du Triticco, qui contient trois opéras en un acte : Il tabarro, Suor Angelica, Gianni Schicchi.

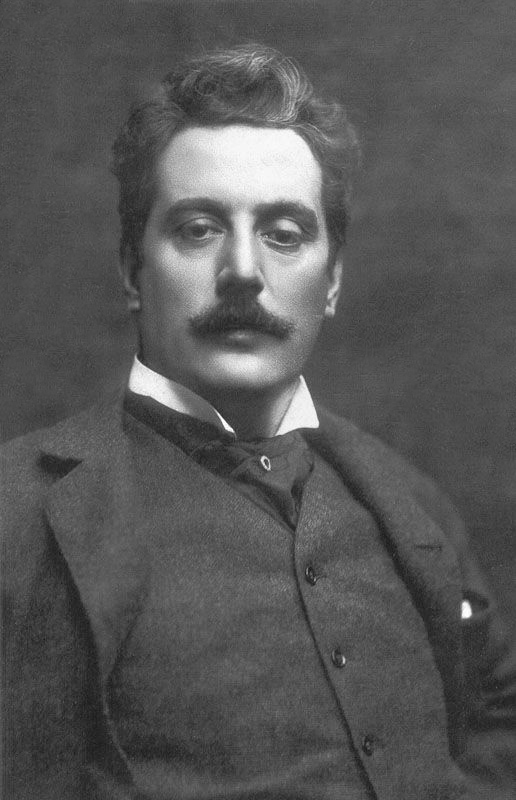
Giacomo Puccini.

Cet opéra fut créé avec les deux autres en décembre 1918, à New York, au Metropolitan Opera.
Il a longtemps été, avec Suor Angelica, oublié au profit de Gianni Schicchi, même s'il commence à regagner les faveurs du public.
C'est un opéra représentatif du courant vériste.

## Rôles
| Rôles                                                                                | Type de voix  | Première distribution 14 décembre 1918 (chef d'orchestre : Roberto Moranzoni) |
| ------------------------------------------------------------------------------------ | ------------- | ----------------------------------------------------------------------------- |
| Michele, propriétaire d'une péniche                                                  | baryton       | Luigi Montesanto                                                              |
| Giorgetta, femme de Michele                                                          | soprano       | Claudia Muzio                                                                 |
| Luigi, un docker                                                                     | ténor         | Giulio Crimi                                                                  |
| 'Tinca', un docker                                                                   | tenor         | Angelo Badà                                                                   |
| 'Talpa', un docker                                                                   | basse         | Adamo Didur                                                                   |
| La Frugola ('La fouine'), femme de Talpa                                             | mezzo-soprano | Alice Gentle                                                                  |
| Dockers, chanteur ambulant, midinettes, un joueur d'orgue de barbarie, deux amoureux |               |                                                                               |

## Genèse, création, représentations
Depuis longtemps, Puccini souhaitait écrire une trilogie composée d'autant d'opéras en un acte qu'il développerait dans l'esprit de miniatures, et qui seraient intrinsèquement liés plus par contraste que par leur sujet. Puccini voulait tresser ses trames sur des passages de la Divine Comédie de Dante (Ce sera le cas plus tard pour celle de Gianni Schicchi). Mais, comme à son habitude, le Lucquois hésite dans le choix de ses sujets, partant sur d'autres pistes, sans compter sur les vives réticences de son éditeur. Le projet est finalement mis de côté pour quelque temps.
De passage à Paris en 1912, Puccini assiste à une représentation de La houppelande de Didier Gold. Il est enthousiasmé et charge Giuseppe Adami de lui fournir un livret basé sur la pièce.
L'opéra est rédigé en deux étapes, entre l'été et l'automne 1913, puis entre octobre 1915 et novembre 1916. L'interruption est en partie due au travail consacré à l'opéra La rondine, une commande. Quand Puccini met le point final à Il tabarro, les autres sujets des deux autres opéras du Triptyque n'ont pas encore été choisis.
Et à la création, le 14 décembre 1918, seul le troisième, Gianni Schicchi obtient le succès escompté. L'accueil réservé à Il tabarro par le public n'est pas exécrable, tout comme celui de la presse, mais estompé par le triomphe du dernier volet. La même chose se produit lors de la création italienne le 11 janvier 1919 au Teatro Costanzi (Teatro dell'Opera di Roma). La même année, Il trittico est monté à Florence le 10 février, à Buenos Aires (25 juin) avec Tullio Serafin au pupitre, à Rio de Janeiro le 22 septembre, puis à Chicago le 6 décembre. D'autres représentations suivent à Londres le 18 juin 1920 et à Vienne le 20 octobre de cette même année.
Bientôt, le spectacle étant trop long pour le public, on démembre Il trittico et on couple Il tabarro avec d'autres opéras comme Cavalleria rusticana ou I Pagliacci.
Dès les premières représentations, Puccini veut remanier son œuvre. Une deuxième version est ainsi créée le 10 mai 1919 au Teatro della Pergola (Florence), une troisième le 28 janvier 1922 au Teatro Costanzi (Rome).
Il est monté entièrement à Paris pour la première fois en 1967, à l'Opéra-Comique. Au début de la saison 2010-2011, l'œuvre intégrale est reprise à l'Opéra Bastille sous la direction de Philippe Jordan.

## Jugements critiques
Seul Ildebrando Pizzetti donna sa préférence à Il tabarro. Il écrivit le 23 mai 1919: "Mais s'il y a un volet qui compte plus de pages expressives, celui-ci est Il tabarro. Dans Il tabarro, on vit et on chante".
Dans La Nazione  du 11 mai, Giulio Bucciolini rédigea que cet opéra n'avait "aucune valeur littéraire". Point sur lequel il s'accorde avec Pizzetti qui jugea la trame et le livret "absurde".
Un des avis les plus forts et les plus hostiles fut celui de Giannotto Bastinelli, le lendemain de la création romaine, qui pensa que l'opéra était "raté".
Toscanini, dit-on, n'aurait que peu apprécié cet opéra, à cause de son vérisme exacerbé qu'il jugeait outrancier, et se brouilla avec Puccini à cette occasion. Le compositeur refusa par la suite que le chef d'orchestre dirige quelques performances européennes, le traitant de « cochon » dans une lettre du 16 mars 1919.

## Argument
L'action se déroule à Paris sous un pont, dans la péniche de Michele, vers 1910.
Au coucher du soleil, les débardeurs travaillent au déchargement de la péniche de Michele. Giorgetta, l'épouse de Michele, demande à son mari si elle peut apporter du vin pour les travailleurs. Il accepte, mais refuse de se joindre à eux parce qu'elle repousse ses baisers. Les débardeurs se mettent à danser au son de la musique d'un joueur d'orgue de barbarie et l'un d'eux commence à valser avec Giorgetta. Néanmoins, il est maladroit et lui marche sur le pied. Luigi, un autre débardeur, prend sa place, et il est évident qu'un sentiment amoureux existe entre lui et Giorgetta. En entendant le retour de Michele, les travailleurs se dispersent.
Le travail se fait rare et Giorgetta et Michele discutent des débardeurs qui devraient être licenciés, elle préfère que ce soit quelqu'un d'autre que Luigi, contrairement aux avis de Michele. Bientôt la conversation se transforme en dispute. La Frugola fait alors son entrée, à la recherche de Talpa, un des débardeurs, son mari. Elle montre ce qu'elle a glané dans les poubelles de Paris, et gronde les hommes à cause de leur trop grande consommation d'alcool. Pendant que Luigi se lamente sur son sort et sur celui des prolétaires, La Frugola chante quant à elle son désir d'acheter une maison à la campagne si son mari et elle pouvaient enfin prendre leur retraite et jouir de leur vieillesse. Ensuite, Giorgetta et Luigi se lancent dans un duo en souvenir de leur ville natale, Belleville.

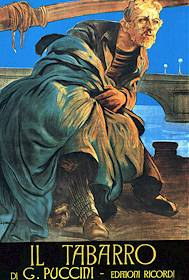
Poster de l'opéra.

Les débardeurs s'écartent, sauf Luigi qui demande à Michele de le licencier pour pouvoir refaire sa vie à Rouen, mais son employeur le convainc d'abandonner ses projets. Ce dernier descend dans la péniche. Quand ils sont seuls, Giorgetta demande pourquoi Luigi a demandé à être licencié, le couvre de reproches, mais ils finissent par s'abandonner à une longue et torride scène d'amour. Les amants prévoient de se rencontrer plus tard le soir même, le signal étant la lueur d'une allumette frottée à bord. Galvanisé par les caresses de Giorgetta, Luigi semble maintenant très déterminé à tuer Michele et à s'enfuir avec la femme tant convoitée. Il quitte la scène précipitamment.
Michele remonte de la péniche et se souvient avec Giorgetta des jours heureux qu'il passaient ensemble, quand leur enfant était vivant. Il lui dit son malheur de ne pouvoir reconquérir son amour et pense que son âge y est pour quelque chose. Giorgetta, aux prises avec une multitude de sentiments contradictoires, descend se coucher. Michele se demande si sa femme lui est toujours fidèle et réfléchit à ce qui pourrait l'avoir changé. Il passe en revue en lui-même la liste de tous les hommes qui ont partagé leur vie, les débardeurs, mais les rejette un à un ; ils lui paraissent tous aussi improbables. Il a cependant la profonde certitude que cet homme, quel qu'il soit, existe. Michele allume sa pipe et Luigi, le voyant de loin, pense qu'il s'agit du signal de Giorgetta. Il revient à la péniche mais se retrouve confronté à Michele qui comprend la vérité. Dans la lutte qui suit, ce dernier prend le dessus et étrangle Luigi, puis cache le cadavre sous sa houppelande, après lui avoir fait avouer. Giorgetta revient à la péniche, feignant d'être prise de remords, ignorant tout du sort de son amant ; Michele ouvre en grand le manteau et précipite Giorgetta sur le cadavre.

## Airs célèbres
- Hai ben ragione, air de Luigi ;
- E ben altro il mio sogno, duo de Luigi et de Giorgetta ;
- Perche non m'ami piu, air de Michele ;
- Nulla! Silenzio!, scène de Michele.

## Analyse
Il tabarro est par son sujet un opéra vériste, parfois d'une grande violence. Ce sujet peut l'apparenter à d'autres opéras de la jeune école italienne, dont l'un des premiers fut Cavalleria rusticana de Pietro Mascagni. Contrairement à cette dernière œuvre, l'opéra de Puccini est moins décrié par une partie de la critique.
Par rapport aux autres opéras du Trittico, Il tabarro est la partie la plus noire de l'ensemble. Et encore, Puccini a atténué le côté sanguinolent de la pièce de Didier Gold, qui se terminait sur un double meurtre.
La musique se fait saccadée et brutale dans la dernière scène (teintée de chromatismes) ; mais Puccini cherche aussi à rendre une atmosphère particulière. Pour recréer le climat du lieu et de l'époque, il introduit au sein de la partition des touches de couleur locale : soit de façon générale, dans l'insertion de valses et de chansons, ou, dans un autre registre, dans l'imitation d'effets réalistes, comme celle d'un orgue de barbarie désaccordé (sa musique est en fait interprétée par l'orchestre où deux flûtes jouent la mélodie à une septième majeure de distance, créant l'effet de dissonance). On relèvera aussi la présence d'un cornet à piston signalant l'extinction des feux, ou celle d'un klaxon de voiture noté dans la partie orchestrale. L'auteur avait déjà ce même souci du détail dans ses productions antérieures, mais ici le soin est poussé à l'extrême. Puccini nous livre dans une première partie une « carte postale » de Paris. La deuxième se consacre à une action plus passionnelle et crue en contraste.
L'influence de Debussy et de Ravel se fait grandement sentir dans d'autres pages, comme dans le prélude, avec ses harmonies parallèles de quartes et de quintes (thème du fleuve). Les accords parallèles sont par ailleurs légion dans cette partition.
La palette orchestrale témoigne elle aussi d'une grande sophistication, dans le traitement des instruments, avec par exemple dans la fosse un tam-tam, un glockenspiel, et sur scène un instrumentarium varié, créant une spatialisation des plans sonores quand la musique interprétée sur scène interfère avec celle de la fosse.
Les combinaisons de timbres peuvent être subtiles, par exemple, comme dans la chanson des amoureux (O bocca di rosa fresca). Au sein d'un orchestre pléthorique, on relèvera beaucoup de passages aux sonorités chambristes. Puccini n'use de l'orchestre qu'avec une grande économie. On attirera aussi l'attention sur le passage où les cordes accompagnant l'air de la Frugola jouent en col legno,. Dans ce même air, le compositeur va même jusqu'à figurer le miaulement d'un chat dans la partie d'orchestre.
Tous ces effets harmoniques et orchestraux témoignent d'une évidente volonté de modernité.
En outre, on notera la présence d'ostinatos au long de l’œuvre (comme justement cet accompagnement de la chanson de la Frugola, en accords parallèles, ou alors le thème de passacaille qui structure toute la scène d'amour). Ce procédé est cher à Puccini, et crée soit une atmosphère particulière, soit un effet dramatique prégnant. Les plages tonales (do dièse et do mineur) sont bien définies dans la deuxième partie de l'opéra, ou l'action se fait plus dramatique.
Puccini ne renie pas pour autant les conventions de l'opéra italien, en plaçant au sein de son opéra deux duos très lyriques pour les amoureux. On remarquera avec amusement la brève citation du thème de Mimì dans La Bohème, servant de refrain à l'air d'un vendeur de chansons, comme si dans le Paris de 1910, l'opéra de Puccini était célèbre et populaire .
Dans cet ouvrage, Puccini associe donc son langage novateur et moderne à un cadre typique des opéras italiens véristes. On peut dire que c'est un des derniers du genre.

## Composition de l'orchestre
La partition de Puccini prévoit:
- piccolo, 2 flûtes, 2 hautbois, cor anglais, 2 clarinettes, clarinettes basses, 2 bassons,
- 4 cors, 3 trompettes, 3 trombones, trombone basse,
- timbales, tambour, triangles cymbales, tam-tam, grosse caisse,
- glockenspiel, célesta, harpe,
- Quatuor à cordes.

Sur la scène :
- cornet à pistons, klaxon de voiture, harpe, sirènes, cloches graves.

## Discographie
| Année | Personnages (Michele, Giorgetta, Luigi)           | Chef/Orchestre                                                              | Label                                                  |
| ----- | ------------------------------------------------- | --------------------------------------------------------------------------- | ------------------------------------------------------ |
| 1955  | Tito Gobbi, Margaret Mas, Giacinto Prandelli      | Vincenzo Bellezza, Orchestre et chœur du Teatro dell'Opera di Roma          | Audio CD : EMI Classics Cat: 5099921294921             |
| 1962  | Robert Merrill, Renata Tebaldi, Mario Del Monaco  | Lamberto Gardelli, Orchestre et chœur du Maggio Musicale Fiorentino         | Audio CD : Decca Cat: 000289 475 7625 9                |
| 1971  | Sherrill Milnes, Leontyne Price, Plácido Domingo  | Erich Leinsdorf, New Philharmonia Orchestra                                 | Audio CD: RCA Victor                                   |
| 1977  | Ingvar Wixell, Renata Scotto, Plácido Domingo     | Lorin Maazel, Orchestre Philharmonia                                        | Audio CD : Sony Classical Cat: 88697527292             |
| 1981  | Cornell MacNeil, Renata Scotto, Vasile Moldoveanu | James Levine, Metropolitan Opera orchestra and chorus                       | DVD Video: MET OPERA Cat: 1000008349                   |
| 1994  | Juan Pons, Mirella Freni, Giuseppe Giacomini      | Bruno Bartoletti, Orchestre et chœur du Maggio Musicale Fiorentino          | Audio CD : Decca Cat: 000289 478 0341 6                |
| 1994  | Juan Pons, Teresa Stratas, Plácido Domingo        | James Levine, Orchestre et chœur du Metropolitan Opera                      | DVD Video : Deutsche Grammophon Cat: 000440 073 4024 0 |
| 1997  | Carlo Guelfi, Maria Guleghina, Neil Shicoff       | Antonio Pappano, London Voices & Orchestre symphonique de Londres           | Audio CD : EMI Classics Cat: 0724355658722             |
| 2010  | Johan Botha Elza van den Heever Wolfgang Koch     | Bertrand De Billy Wiener Singakademie & ORF Vienna Radio Symphony Orchestra | Audio CD : Capriccio Cat : C5326                       |